# Tetrastemma marionis
Tetrastemma marionis är en djurart som tillhör fylumet slemmaskar, och som beskrevs av Louis Joubin 1890. Tetrastemma marionis ingår i släktet Tetrastemma och familjen Tetrastemmatidae. Inga underarter finns listade i Catalogue of Life.